# Lexington, Georgia
Lexington är administrativ huvudort i Oglethorpe County i Georgia. Vid 2010 års folkräkning hade Lexington 228 invånare.